# ألكسندرا (اسم)

انتشار اسم ألكسندرا حول العالم

الكسندرا (باليونانية: Ἀλεξάνδρα) هو الصيغة المؤنثة من اسم الكسندر وهو بالحروف اللاتينية من الاسم الروماني (Ἀλέξανδρος) الكسندروس. بحسب علم الإتيمولوجيا الاسم مركب من الفعل اليوناني ἀλέξειν (الكسايْن) «للدفاع» وἀνδρός (أندروس)، والمضاف إليه من الاسم ἀνήρ (أنير) «رجل». وبالتالي فإنه يمكن ترجمتها تقريبا بأنه «مدافع عن رَجُل» أو «حامي الرَجُل». وقد كان أحد النعوت التي تُعطى للآلهة اليونانية هيرا وعلى هذا النحو عادة يؤخذ على أنه يعني «الشخص الذي يأتي لإنقاذ المحاربين».